# Giovanni Amendola
‎Giovanni Amendola, italijanski filozof, novinar in politik, * 15. april 1882, Neapelj, † 7. april 1926, Cannes.